# 沙丁副線脂鯉
沙丁副線脂鯉，為輻鰭魚綱脂鯉目脂鯉亞目脂鯉科的其中一個種。分布於南美洲哥倫比亞太平洋岸淡水流域，體長可達18公分，棲息在底中層水域，生活習性不明。